# さいたま清河寺温泉
さいたま清河寺温泉（さいたませいがんじおんせん）は、埼玉県さいたま市西区大字清河寺にある温泉施設。

## 泉質
- ナトリウム-塩化物泉
  - 源泉温度38.3℃
  - 湧出量毎分380リットル
  - pH7.71
  - 茶褐色の源泉
    - 湧出量が豊富なため、露天風呂は源泉掛け流し

## 温泉地
日帰り入浴施設、さいたま清河寺温泉が存在する。

## 歴史
- 1999年、1,500mボーリングを実施して源泉を開発。
- 2003年10月　仮設浴場清河寺温泉いずみの湯として仮オープン
- 2006年2月2日 さいたま清河寺温泉として正式オープン

## アクセス
- 鉄道 : 東日本旅客鉄道（JR東日本）川越線西大宮駅よりタクシーで約10分弱（徒歩15～20分）。
- バス : 大宮駅より東武バス、清河寺停留所下車。